# 博闻网
博闻网（HowStuffWorks）是美国一个百科全书类的网站。其特点是以通俗易懂的方式叙述解释事物。該網站成立於1998年7月11日， 2007年探索傳播收购，但在2014年又被出售给Blucora。2016年12月，HowStuffWorks, LLC 成为 OpenMail, LLC 的子公司，后来更名为System1。2018年，该公司的播客部门被清晰頻道通信公司以5500万美元的价格收购。